# النادي الرياضي لفتيات بنزرت
النادي الرياضي لفتيات بنزرت (بالفرنسية: Club sportif féminin de Bizerte)‏، هو نادي رياضي نسائي تونسي متعدد الاختصاصات في مدينة بنزرت وله عدة فروع أبرزها كرة السلة وكرة اليد والرماية و يتنافس فيها ضمن البطولات المحلية، إضافة إلى تمثيل تونس في المنافسات القارية والدولية.

## سجل ألقاب النادي
كرة السلة :
- بطولة السلة للسيدات  (2) : 1966، 2009.
- كأس السلة للسيدات (0) :

♦ الدور النهائي  (1) : 2010.

## وصلات خارجية
- الموقع الرسمي للجامعة التونسية لكرة السلة.
- الموقع الرسمي للجامعة التونسية لكرة اليد.